# Frankenburg (Elsass)
Die Frankenburg (französisch Château du Frankenbourg) ist die Ruine einer Gipfelburg vom Beginn des 12. Jahrhunderts nahe Sélestat auf dem Gebiet von Neubois im Elsass. Die Burgruine steht als Monument historique unter Denkmalschutz.

## Lage
Die Frankenburg liegt in 703 m Höhe auf dem Gipfel des Schlossbergs, der westlich vom Massiv des Altenbergs überragt wird. In strategisch günstiger Lage überwacht die Burg den Zusammenfluss von Giessen und Lièpvrette, deren Täler die mittleren Vogesen erschließen. Auf dem Berg befinden sich die Ruinen der Burg, die von drei Mauerzügen umgeben ist, deren Zeitstellung bislang nicht abschließend geklärt wurde, die aber wahrscheinlich bis in die Latènezeit zurückreichen.

## Geschichte

### Vorgeschichte

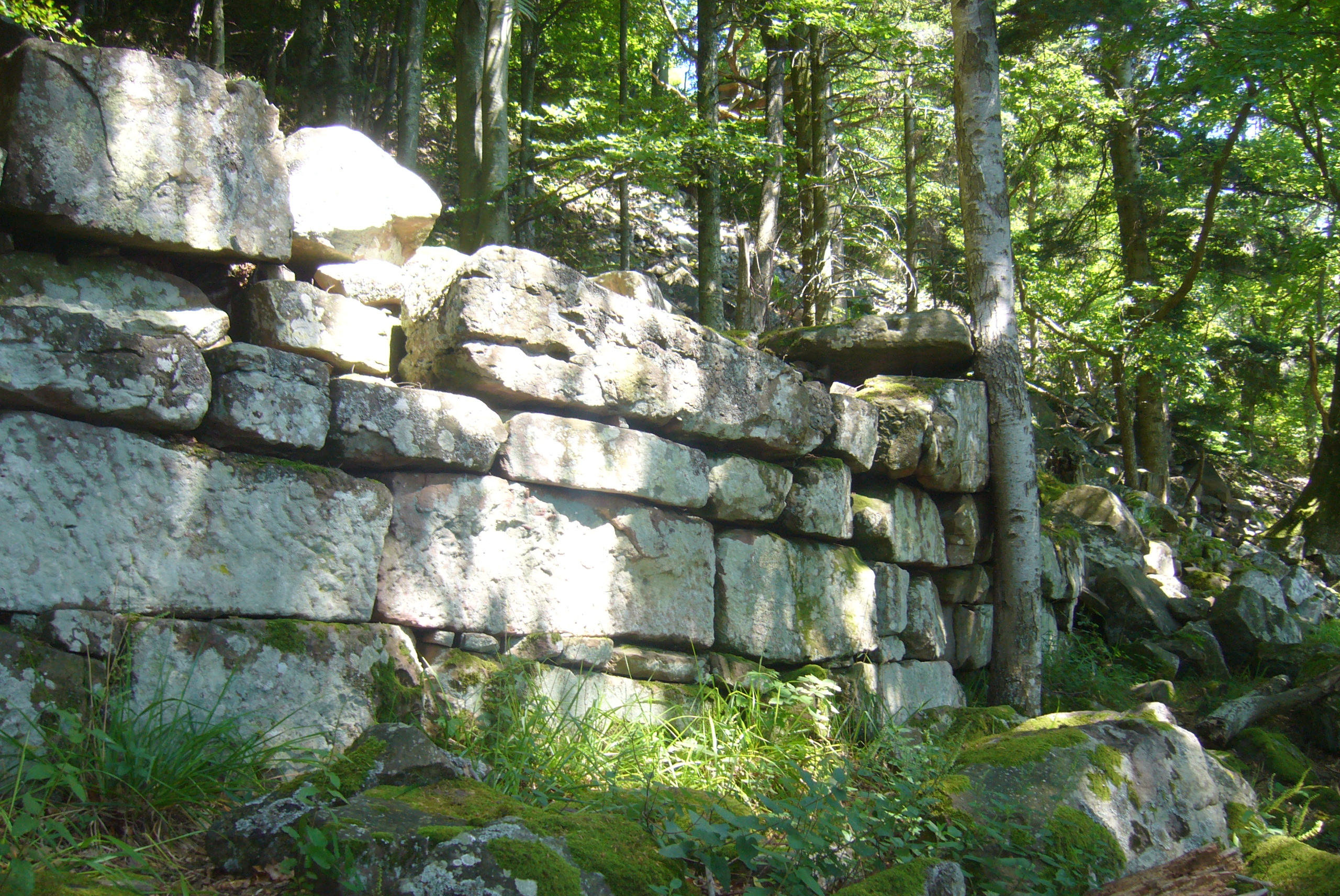
Abschnitt der Heidenmauer

Die obere bzw. innerste der drei Mauern (mur supérieur oder mur franc) schließt unmittelbar westlich an die mittelalterliche Burg an. Ihre Zeitstellung ist unklar, vermutlich gehört sie zu einem Vorgängerbauwerk der Burg.
Der mittlere Mauerzug (mur païen = Heidenmauer) umschließt eine Fläche von 1,7 ha und wurde in seinem Ostteil durch die mittelalterliche Burg überbaut. Sie wurde spätestens im 4. Jahrhundert errichtet. Die Heidenmauer wurde 1990 als Monument historique eingetragen.
Der erhaltene Abschnitt des unteren bzw. äußeren Mauerzugs (mur inférieur) liegt unmittelbar am Pass zwischen dem Schlossberg im Osten und dem Altenberg im Westen. Falls die Mauer den Schlossberg auf gleichbleibendem Höhenniveau umschlossen hat, umfasste sie eine Fläche von sieben bis acht Hektar. Bei Grabungen im Jahr 2014 wurden hier Reste einer Pfostenschlitzmauer gefunden und unter anderem drei Nauheimer Fibeln sowie keltische und römische Münzen geborgen. Da die Fibeln, die für die Spätlatènezeit typisch sind, unterhalb des Mauersockels gefunden wurden, definieren sie einen terminus post quem. Die äußere Mauer kann deshalb frühestens in der zweiten Hälfte des 1. Jahrhunderts v. Chr. errichtet worden sein.

### Mittelalter

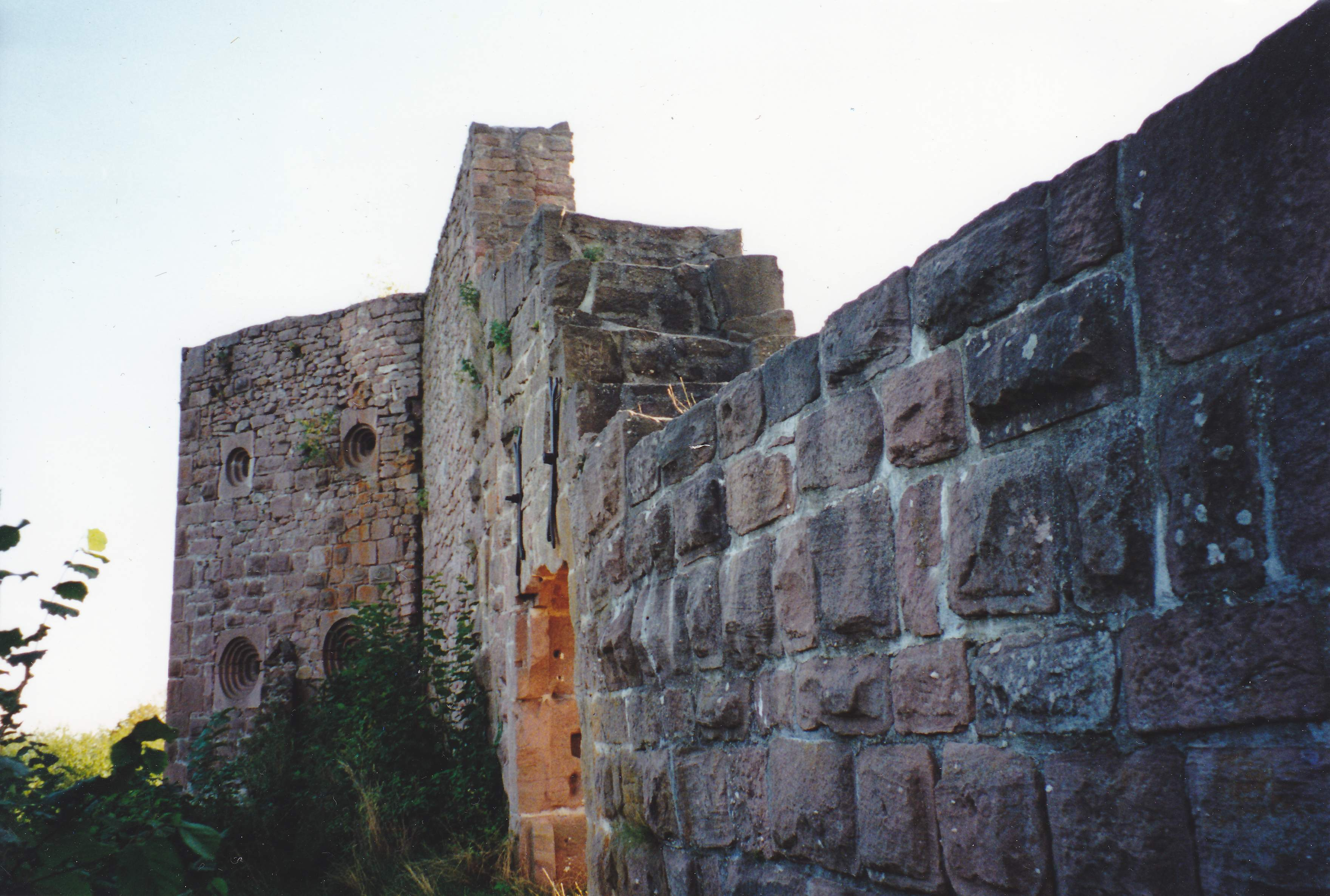
Umfassungsmauer auf der Ostseite mit mittelalterlichem Tor und Flankierungsturm des 16. Jahrhunderts

Wohl legendär ist der Bericht von Daniel Specklin aus dem 16. Jahrhundert, die Frankenburg sei vom Merowinger Chlodwig I. nach der Eroberungen des Elsass erbaut worden.
Die Burg entstand vermutlich am Anfang des 12. Jahrhunderts, möglicherweise am Ort einer älteren Anlage. Sie wurde erstmals 1143 als Eigentum der Grafen von Frankenburg erwähnt, einer Nebenlinie der Grafen von Saarbrücken, die sich ab 1189 Grafen von Werd nannten und ab kurz nach 1196 die Landgrafen im Unterelsass stellten. Heinrich II. Sigebert von Werd (1239–1278) ließ im dritten Viertel des 13. Jahrhunderts den Bergfried errichten. Da sich die wirtschaftliche Situation der Grafen von Werd im 14. Jahrhundert schnell verschlechterte, verpfändeten sie die Burg um 1336 an die Familie von Mullenheim. Nach dem Aussterben der Grafen von Werd verkauften deren Erben, die Grafen von Oettingen, die Reste des Erbes einschließlich der Frankenburg 1359 an das Hochstift Straßburg.
Zwischen 1393 und 1489 verpfändete das Hochstift Straßburg die Burg im schnellen Wechsel an verschiedene Familien, die anfänglich zum direkten Umfeld der Grafen von Werd gehörten. 1393 erhielt Johann von Leiningen-Rixingen († 1442/45) die Burg. Schon 1394 oder 1395 folgten ihm die Brüder Claus und Adam Zorn. 1411 ging sie an Burkhard von Lützelstein, einen Verwandten von Johann von Leiningen-Rixingen, auf den 1418 seine Söhne Jacob und Wilhelm folgten. Diese verkauften Teile der Burg 1449 an Hans von Uttenheim zu Ramstein und an Claus Bock, 1454 an Jacob von Hohenstein und 1462 an das Straßburger Domkapitel, die Stadt Schlettstadt und die Familie Wurmser. 1489 übernahm das Straßburger Domkapitel alle Anteile und hielt sie bis 1789, als es im Zuge der Französischen Revolution enteignet wurde. Seitdem ist Burg Eigentum des Staats.
Durch einen Brand wurde die Frankenburg 1582 zerstört, daraufhin jedoch wieder aufgebaut. Ab dem Anfang des 17. Jahrhunderts war sie in schlechtem Zustand und verfiel zusehends.
In den 1970er und 1980er Jahren wurde die Ruine von Freiwilligen freigelegt. Der Bergfried wurde 1981 wiederhergestellt.

## Anlage

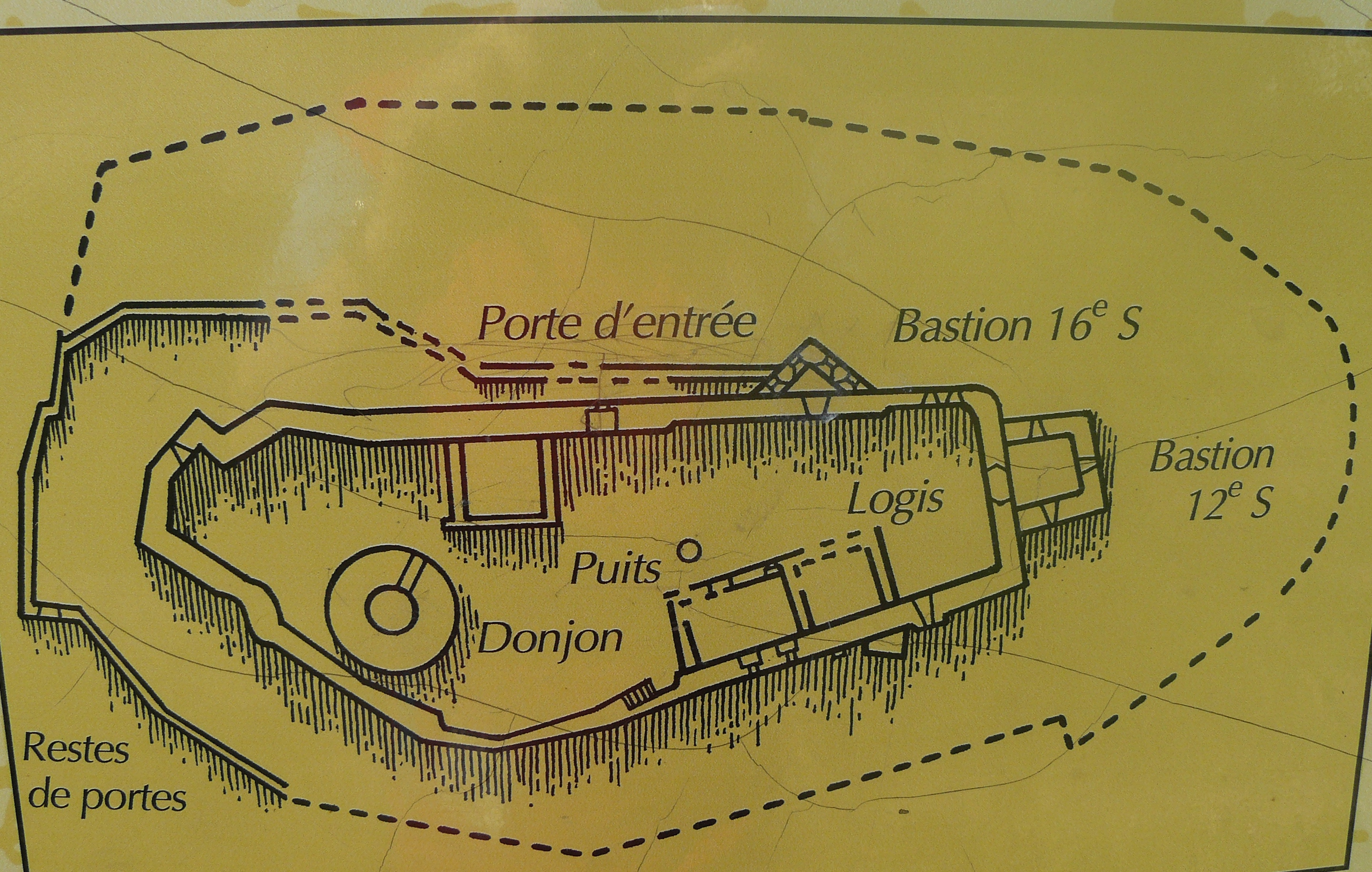
Grundriss der Frankenburg (geostet)

Die polygonale Mauer der Frankenburg folgt dem als Fundament genutztem Sandsteinfelsen. Die langgestreckte Burganlage ist ungefähr in Nord-Süd-Richtung ausgerichtet. Ihr Zugang befindet sich auf der zum Tal gerichteten Ostseite. Zum Schutz des Tores wurde im 16. Jahrhundert ein dreieckiger Flankierungsturm an die mittelalterliche Mauer angebaut. Im Inneren der Umfassungsmauer finden sich im Norden der Stumpf des im 13. Jahrhundert erbauten runden Bergfrieds aus Bossenquadern und auf der Westseite Reste der Wohngebäude. Nach Süden wird die Burganlage durch eine Bastion aus dem 12. Jahrhundert abgeschlossen.